# Erythroxylum clarense
Erythroxylum clarense là một loài thực vật có hoa trong họ Erythroxylaceae. Loài này được Borhidi mô tả khoa học đầu tiên năm 1976.